# Netuma
Netuma là một chi cá trê biển trong họ cá úc Ariidae thuộc bộ cá da trơn Siluriformes, các loài cá trong chi này được tìm thấy ở Ấn Độ Dương và Tây Thái Bình Dương, nơi môi trường của chúng là nước mặn, nước lợ và nước ngọt, chúng có ở bờ biển của châu Phi cho tới châu Úc.

## Các loài
Hiện hành có 03 loài được ghi nhận trong chi này:
- Netuma bilineata (Valenciennes, 1840) (Bronze catfish)
- Netuma proxima (J. D. Ogilby, 1898) (Arafura catfish)
- Netuma thalassina (Rüppell, 1837) Cá thiều